# Haubachtal, Dietrichseiffen mit Urftaue bei Blankenheim-Wald
Koordinaten: 50° 27′ 8″ N, 6° 37′ 24″ O
Das Naturschutzgebiet Haubachtal, Dietrichseiffen mit Urftaue bei Blankenheim-Wald liegt auf dem Gebiet der Gemeinde Blankenheim (Ahr) im Kreis Euskirchen in Nordrhein-Westfalen.
Das aus sieben Teilflächen bestehende Gebiet erstreckt sich westlich des Kernortes Blankenheim und westlich und nördlich des Blankenheimer Ortsteils Blankenheimerdorf. Durch das Gebiet hindurch verläuft die B 258. Die B 51 verläuft im nördlichen Bereich am südlichen Rand und im südlichen Bereich am östlichen Rand.

## Bedeutung
Für Blankenheim ist seit 2005 ein 290,48 ha großes Gebiet unter der Kenn-Nummer EU-131 als Naturschutzgebiet ausgewiesen. Die Unterschutzstellung erfolgt insbesondere wegen der Bedeutung eines großen Teils des Gebietes für die Errichtung eines zusammenhängenden ökologischen Netzes besonderer Schutzgebiete in Europa.